# Wilhelm Hanle

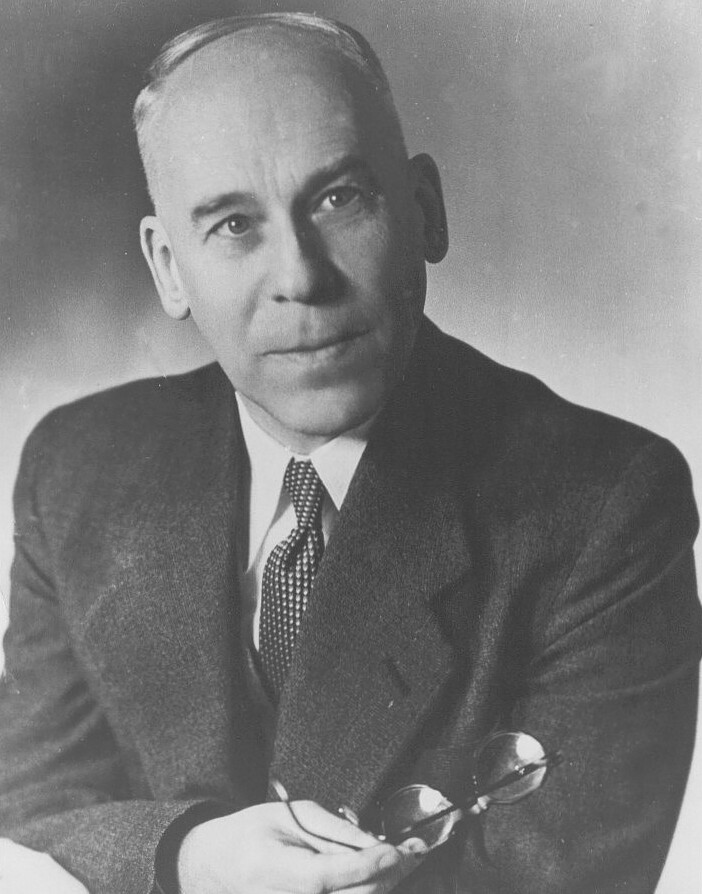
Wilhelm Hanle

Wilhelm Hanle (* 13. Januar 1901 in Mannheim; † 29. April 1993 in Gießen) war ein deutscher Physiker. 1924 entdeckte er den später von Werner Heisenberg nach ihm benannten Hanle-Effekt.

## Leben und Werk
Der Sohn eines Kaufmanns schloss 1919 das Realgymnasium in Mannheim mit der Reifeprüfung ab. Danach studierte er an der Universität Heidelberg Naturwissenschaften, vor allem Mathematik, Physik und Chemie, wechselte jedoch später nach Göttingen und widmete sich nur der Physik.
1924 promovierte er an der Universität Göttingen mit der Dissertation Über magnetische Beeinflussung der Polarisation der Resonanz-Fluoreszenz von Quecksilber bei James Franck. Nach mehreren Assistenzstellen an verschiedenen Universitäten habilitierte er sich 1927 an der Universität Halle und wechselte zwei Jahre später als Abteilungsvorsteher ins Physikalische Institut der Universität Jena.
Wilhelm Hanle war seit August 1929 ausweislich seiner Personalakte an der Universität Jena Abteilungsvorsteher an der Physikalischen Anstalt der Universität Jena. Vom 1. November 1935 bis zum 31. März 1937 nahm Hanle eine Lehrstuhlvertretung an der Universität Leipzig wahr. Als Hanle am 1. April 1937 an die Universität Jena zurückkehrte, war seine Stelle besetzt. Er wurde dann, ab Oktober 1937, durch das Reichserziehungsministerium als Oberassistent an die Universität Göttingen versetzt, wo er bereits 1924 Assistent gewesen war. Hanle entwickelte, inspiriert durch Otto Hahn, Überlegungen zur Schaffung einer „Uranmaschine“, also eines Reaktors, die er gemeinsam mit anderen Physikern im April 1939 im Wissenschaftsministerium in Berlin vortrug. Zuvor hatte Hanle mit seinem ehemaligen Jenaer Kollegen Georg Joos einen Brief an den Reichserziehungsminister Bernhard Rust geschrieben, in dem sie auf die Nutzung des Urans sowohl als Energiequelle als auch als Waffe hinwiesen. An der Atomforschung der Nazis war Hanle aber nicht beteiligt, da seine Göttinger Gruppe vom Heereswaffenamt davon durch Einberufungen zum Beginn des Zweiten Weltkriegs ausgeschlossen wurde.
Von 1941 bis zu seiner Emeritierung hatte Hanle an der Ludwigs-Universität in Gießen (heute: Justus-Liebig-Universität) den Lehrstuhl für Physik inne. Seine Vorgänger auf diesem Lehrstuhl waren unter anderem Heinrich Buff, Wilhelm Conrad Röntgen (1879–1888), Franz Himstedt (1889–1895), Otto Wiener (1895–1899), Wilhelm Wien (1900), Paul Drude (1900–1904), Walter König (1905–1930), Walther Bothe (1930–1932) und Christian Gerthsen (1932–1939). – Während des Krieges beschäftigte sich Hanle mit Kohärenzeffekten bei der Lichtemission, der Lumineszenz und der Physik, speziell der Spektroskopie, radioaktiver Gase. Er entwickelte Messgeräte, Szintillationszähler und Dosimeter. Prominent geworden ist der sog. Hanle-Effekt, den er bereits 1924 entdeckte und der später von Werner Heisenberg diese Bezeichnung erhielt.
Nach dem Krieg war er unter anderem als staatlicher Sachverständiger für Fragen der Atomenergie und den Schutz vor ionisierender Strahlung im Fall eines Kernwaffenkrieges tätig und veröffentlichte zahlreiche Schriften. Ab 1960 war er auch Mitherausgeber der Zeitschrift Kerntechnik.
Hanle wurde 1969 emeritiert und vertrat gelegentlich in den Folgejahren seinen Schwiegersohn Arthur Scharmann in der Lehre an der Justus-Liebig-Universität Gießen.

## Ehrungen
1970 verlieh ihm die Universität Stuttgart den Titel Dr.-Ing. E. h., 1973 erhielt er das Große Verdienstkreuz der Bundesrepublik Deutschland, 1975 die Röntgen-Plakette der Stadt Remscheid. 1987 wurde ihm für seine Verdienste um den Wiederaufbau der Universität nach dem Kriege die Würde eines Ehrensenators der Justus-Liebig-Universität Gießen verliehen. Für seine Verdienste in der Forschung (Hanle-Effekt) und mit Bezug auf seine 6 Jahrzehnte währende Freundschaft mit dem Physiker Robert Döpel, der zuletzt an der Technischen Hochschule Ilmenau gewirkt hatte, verlieh ihm diese Hochschule (heute TU) 1990 den Dr. h.c. Anlässlich des Festkolloquiums zum 75. Geburtstag seines Schwiegersohnes Arthur Scharmann wurde am 24. Oktober 2003 der Große Hörsaal des Fachbereichs Physik der Justus-Liebig-Universität Gießen in Wilhelm-Hanle-Hörsaal umbenannt.

## Schriften (Auswahl)
- W. Hanle: Über magnetische Beeinflussung der Polarisation der Resonanzfluoreszenz. In: Z. Phys. Band 30, 1924, S. 93 (springer.com [PDF] Nachdruck in Z. f. Physik D 18(1) (1991)).
- W. Hanle: Künstliche Radioaktivität und ihre kernphysikal. Grundlagen. Fischer, Jena 1939.
- W. Hanle (Hrsg.): Isotopentechnik: Anwendung von Radionukliden u. stabilen Nukliden. 2. Auflage. Thiemig, München 1976, ISBN 978-3-521-06029-6.
- Wilhelm Hanle, H Kleinpoppen, H J Beyer (Hrsg.): Progress in atomic spectroscopy. Plenum Press, 1978 (Mitherausgeber von Band A und B).